# Facultad de Ciencias Naturales y Museo de la Universidad Nacional de La Plata

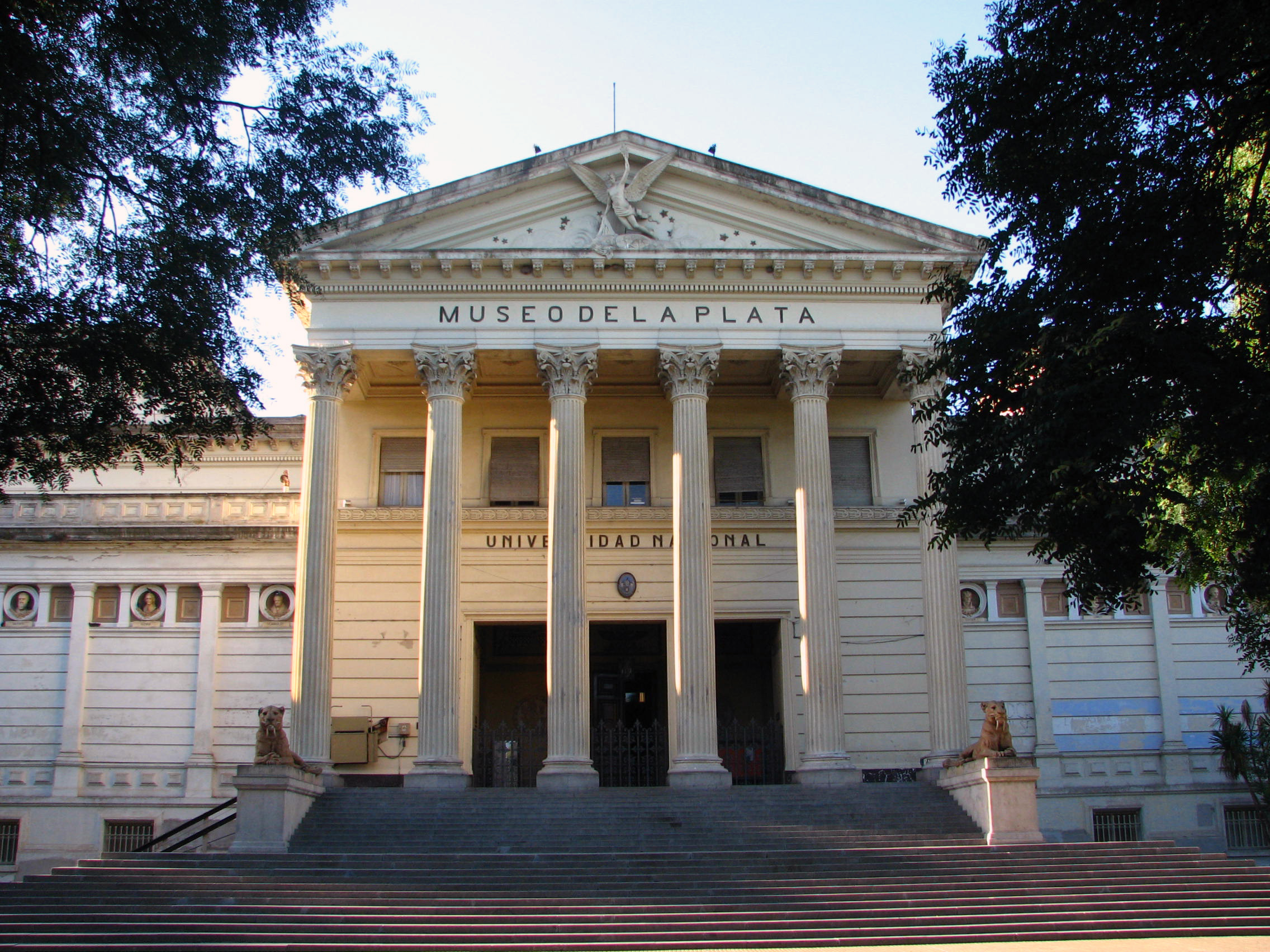
Museo de La Plata, origen de la Facultad.

La Facultad de Ciencias Naturales y Museo es una de las 17 facultades de la Universidad Nacional de La Plata. Es un establecimiento de educación superior público, estatal y gratuito, que funciona desde el año 1906. 
La propuesta institucional tiende a la formación de profesionales con capacidades para la producción de conocimientos en las diversas áreas de acción de las Ciencias Naturales. Para esto se basa en los grandes pilares fijados por la Universidad Nacional de La Plata la docencia, la investigación, la transferencia y la extensión.

## Carreras que se dictan
La oferta académica incluye siete carreras de grado: Geología, Geoquímica, Antropología y Biología (orientadas en: Botánica, Ecología, Paleontología y Zoología), otorgando el título de Licenciatura. Alberga más de 3.000 estudiantes de grado, a los que se suman otros 500 de postgrado entre doctorados, maestrías y especializaciones. Desde el año 1912, otorga el título de Doctor en Ciencias Naturales.

## Historia institucional
| Periodo   | Decano                |
| --------- | --------------------- |
| 1986-1989 | Isidoro A. Schalamuck |
| 1989-1992 | Isidoro A. Schalamuck |
| 1998-2001 | Marcelo Caballé       |
| 2001-2004 | Ricardo Etcheverry    |
| 2004-2007 | Ricardo Etcheverry    |
| 2007-2010 | Evelia Edith Oyhenart |
| 2010-2014 | Alejandra Rumi        |
| 2014-2018 | Ricardo Etcheverry    |
| 2018-2022 | Ricardo Etcheverry    |
| 2022-2026 | Eduardo Kruse         |

La Facultad estuvo ligada desde su comienzo al Museo de La Plata, fundado en 1884 e inaugurado en 1888, a cargo de Francisco Pascasio Moreno (1852-1919). Ya en sus primeros años, la entidad organizó expediciones en el interior del país, con el doble propósito de contar con colecciones de estudio e identificar recursos naturales pasibles de explotación económica por parte del Estado y los particulares.
En esta primera década del Museo, se crearon las cinco secciones principales: Antropología, Geología, Zoología, Paleontología y Botánica. Estuvieron a cargo de estudiosos extranjeros, y tenían como función clasificar las colecciones para exhibición y estudio, realizar expediciones y publicar trabajos científicos en la Revista del Museo de La Plata y los Anales del Museo de La Plata, creados en 1890.
En 1906, el Museo, dirigido por Samuel Lafone Quevedo (1835-1920), pasó a depender administrativamente de la Universidad Nacional de La Plata, agregando a las funciones originales de exhibición pública e investigación, la de formación académica, bajo la denominación general de Instituto del Museo-Facultad de Ciencias Naturales.
Desde ese entonces, el Museo y la Facultad funcionaron compartiendo espacios dentro del edificio del Museo, dedicados a la investigación o a la docencia. Allí funcionaba la Escuela de Ciencias Naturales (1912) que comprendía a las de Ciencias Geológicas, Ciencias Biológicas, Ciencias Antropológicas, Ciencias Geográficas, Química y Escuela Anexa de Dibujo. Las tres últimas, fueron separadas de la Institución hacia comienzos de la década de 1920, con la gestión de Luis María Torres (1878-1937), permaneciendo las otras bajo la denominación conjunta de Escuela Superior de Ciencias Naturales (1932). Se estableció al mismo tiempo, la reorganización interna de la institución basada en Departamentos Científicos.
El 19 de julio de 1949, por un decreto del Poder Ejecutivo Nacional, el Instituto del Museo-Facultad de Ciencias Naturales con su estructura de Escuela, se transformó finalmente en la Facultad de Ciencias Naturales y Museo.
En 1994, la Facultad de Ciencias Naturales contó con un edificio propio, ubicado en las avenidas 122 y 60, especialmente concebido para el desarrollo de las actividades de docencia, concentrando las Cátedras que hasta ese entonces tenían su sede en el edificio del Museo.
En 2004, dentro de un Plan de Obras 2004-2010, la UNLP lanzó el Plan Director para la FCNyM. En este periodo se construyó un espacio para alojar a la Biblioteca Florentino Ameghino, al Posgrado y la Administración, Posteriormente se el segundo para Laboratorios (a realizarse en dos etapas, la primera a inaugurarse en 2013), otro para Investigación y el cuarto “Académico” (ambos en etapa de anteproyecto).

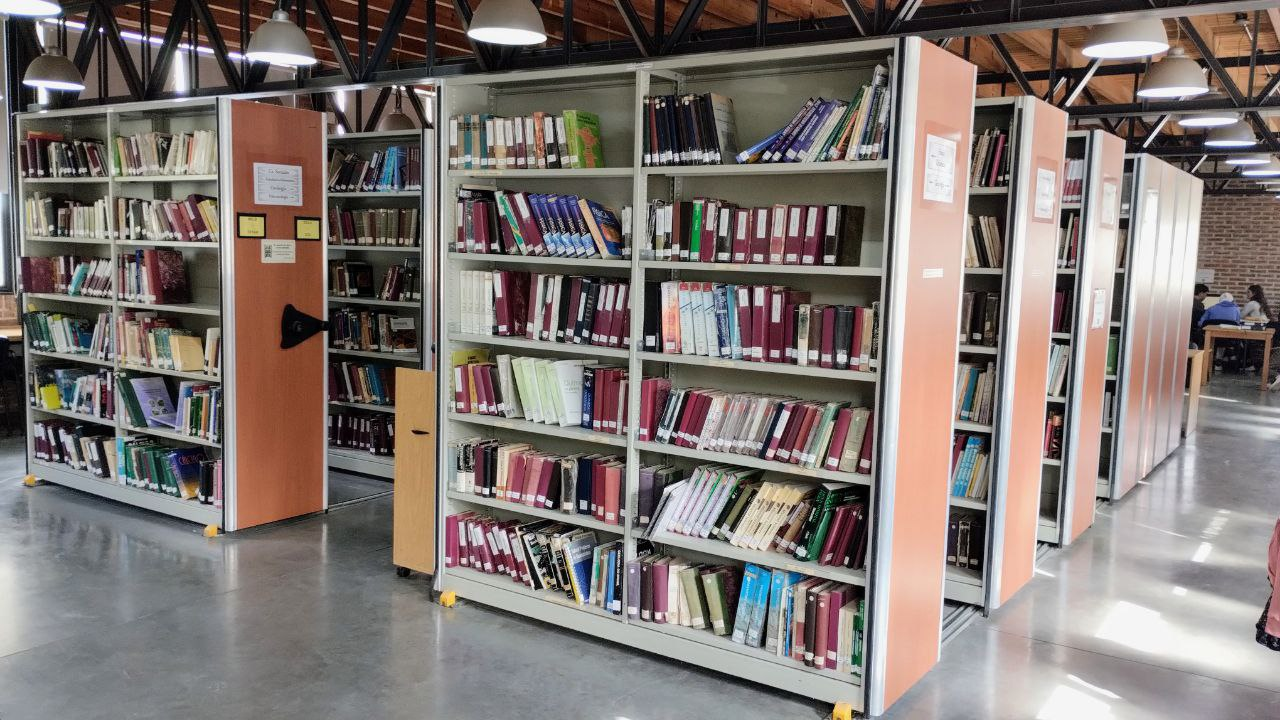
La sede de la Biblioteca Florentino Ameghino ubicada en la Facultad de Ciencias Naturales y Museo.

La primera etapa del edificio de Laboratorios, llamado Anexo I, se inauguró finalmente en julio de 2013, con una superficie de más de 1.600 metros cuadrados, que permitieron mudar las cátedras-laboratorio que funcionaban en el Museo de Ciencias Naturales. Se trató de 10 aulas-laboratorio de diferentes dimensiones, con local droguero y de guardado de instrumental. Además, se construyeron 27 gabinetes de trabajos para investigadores y jefes de cátedra. Luego, se continuó con la construcción del Anexo II.

## Investigación y extensión

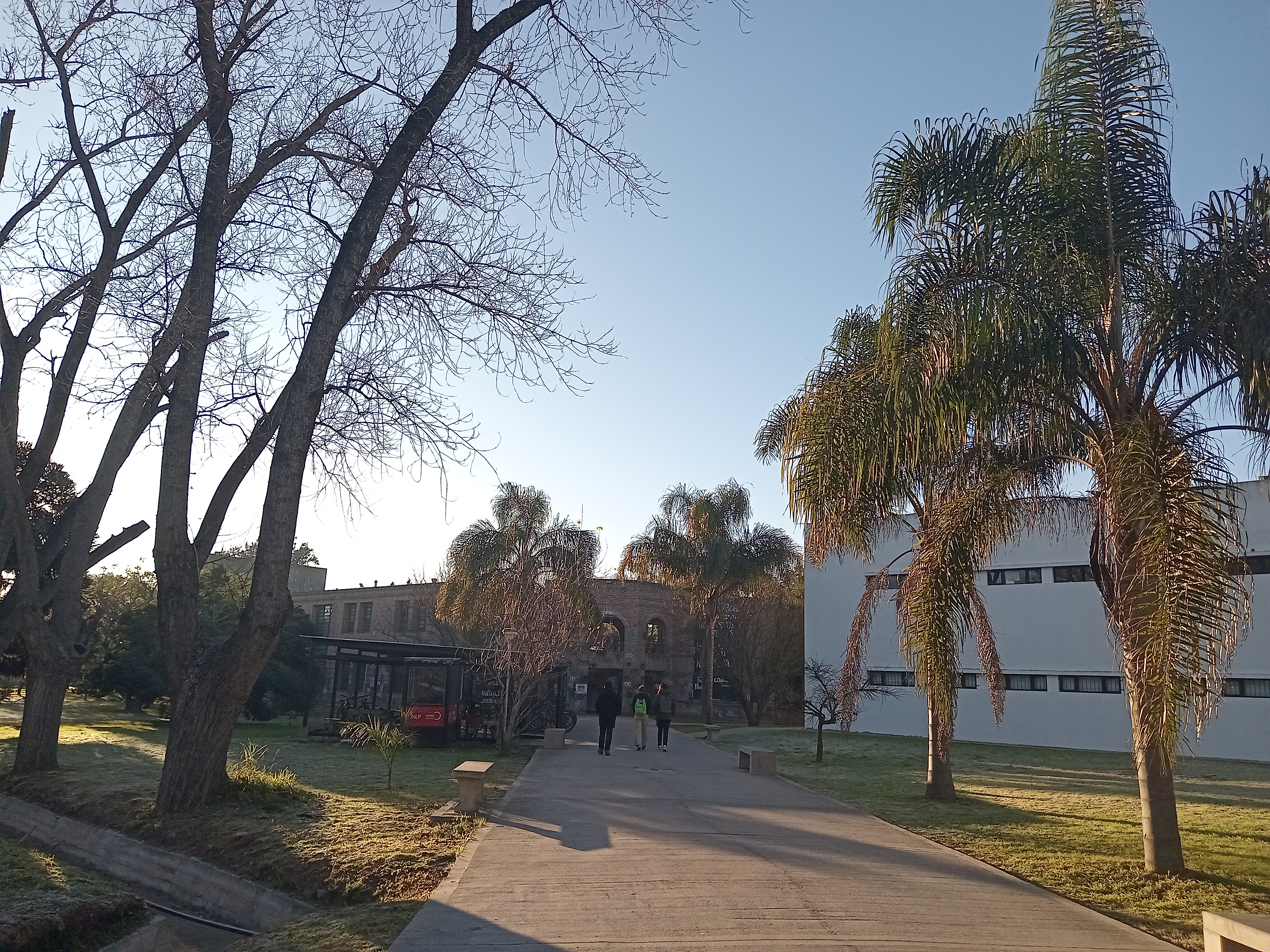
Ingreso al Edificio de aulas y Edificio Anexo de Investigación de la Facultad por Avenida 60

En la Facultad, de acuerdo con el censo 2011, desempeñan sus tareas 420 investigadores, 221 becarios y 121 técnicos y profesionales de apoyo altamente calificados. De los 420 investigadores, 257 poseen doble dependencia UNLP-CONICET y 57 pertenecen a otras instituciones (e.g., la Comisión de Investigaciones Científicas de la Provincia de Buenos Aires). 
Cuenta con Institutos de investigación como el Instituto de Limnología "Dr. Raul A. Ringuelet" (ILPLA), el Instituto de Geomorfología y Suelos - Centro de Investigaciones en Suelos y Agua de uso agropecuario (IGS-CISAUA), el Instituto de Fisiología Vegetal (INFIVE) y el Instituto de Recursos Minerales (INREMI), Centros y Laboratorios. 
Tiene una publicación científica llamada Revista del Museo de La Plata y la Biblioteca Florentino Ameghino sostiene el repositorio institucional Naturalis que reúne, registra y da acceso a la producción científica de los docentes investigadores de la institución. 

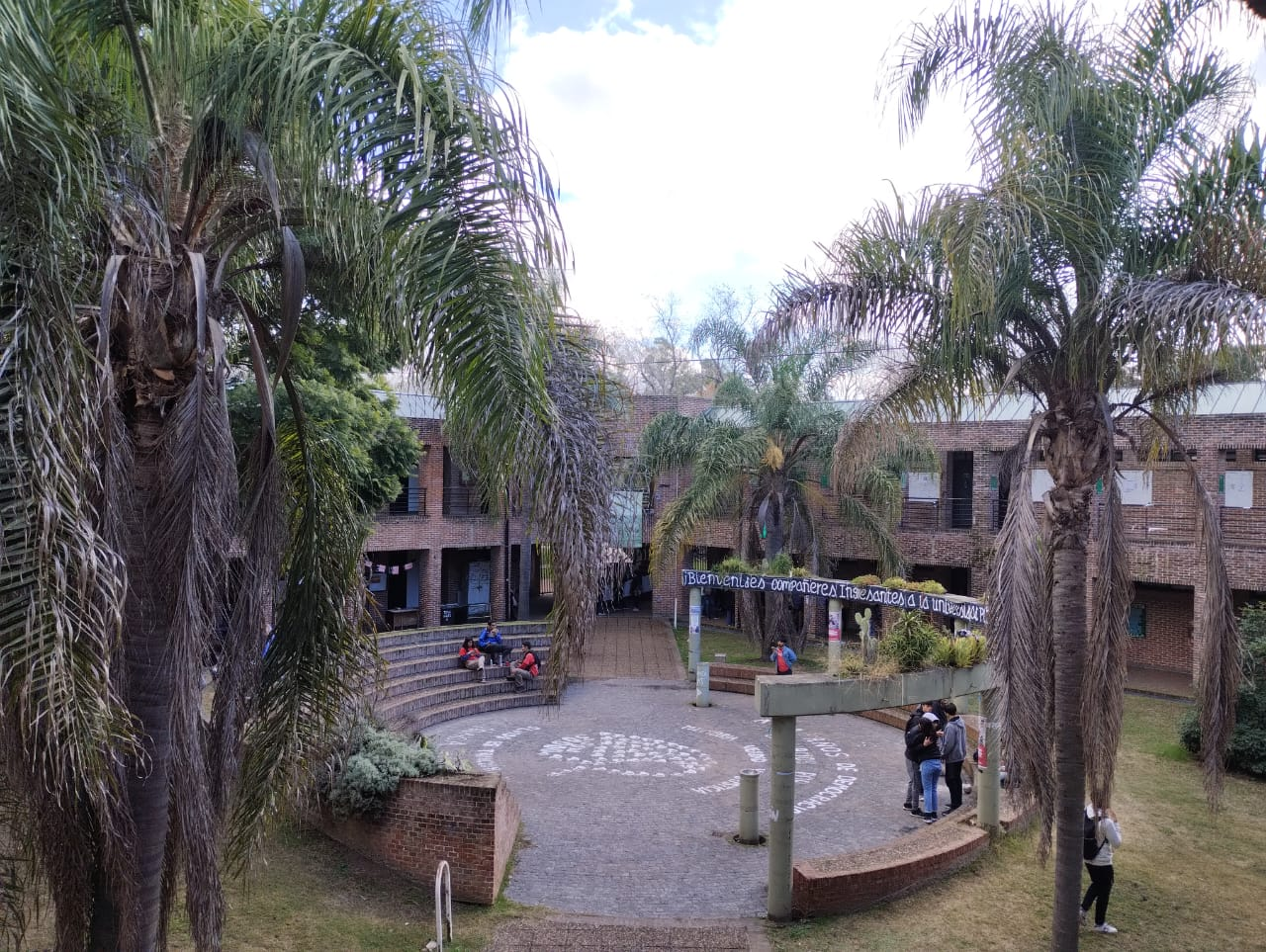
Anfiteatro de la Facultad de Ciencias Naturales y Museo de la Universidad Nacional de La Plata.

En tanto, en lo que respecta a extensión universitaria, la institución cuenta con Programas de Extensión que fomentan la inserción de sus estudiantes y graduados en el desarrollo de acciones que respondan a inquietudes comunitarias, que se operativizan a través de una serie de proyectos y actividades vinculadas a los temas de estudio de esta unidad académica.

## Reparación de legajos a víctimas del terrorismo de Estado
En el marco del Programa de Reparación de Legajos de la Universidad Nacional de La Plata, el 9 de junio de 2023 se llevó a cabo el acto de entrega de legajos reparados de personas pertenecientes a la Facultad de Ciencias Naturales y Museo que fueron detenidas-desaparecidas y/o asesinadas por el terrorismo de Estado de la última dictadura cívico-militar en Argentina y las acciones paraestatales.
Este Programa funciona de acuerdo a lo dispuesto en las resoluciones 259/15 y 260/15 de esta universidad. Como parte del proceso de reparación, se deja constancia en el legajo de estudiantes, docentes, graduados y nodocentes de la condición de detenidos-desaparecidos y/o asesinados, así como de los motivos reales que marcaron la "interrupción del desempeño laboral o estudiantil de todos aquellos que fueron víctimas de la última dictadura cívico-militar".

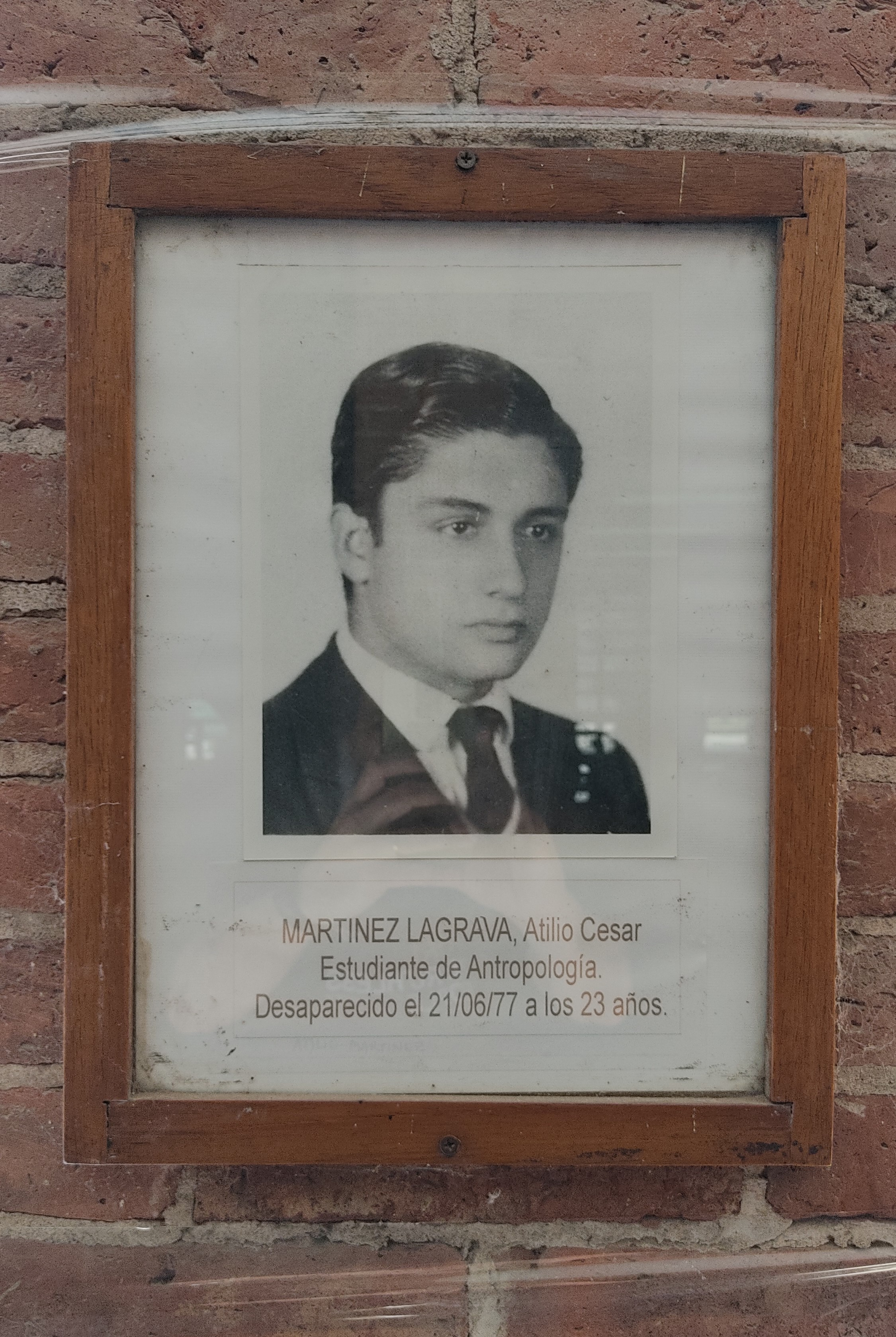
La Facultad cuenta con los retratos de los estudiantes detenidos desaparecidos durante la última dictadura militar.

En la investigación y sistematización de la información, así como en la entrega de 60 legajos reparados, participó la Mesa Interclaustro de Trabajo por la Memoria de la Facultad.

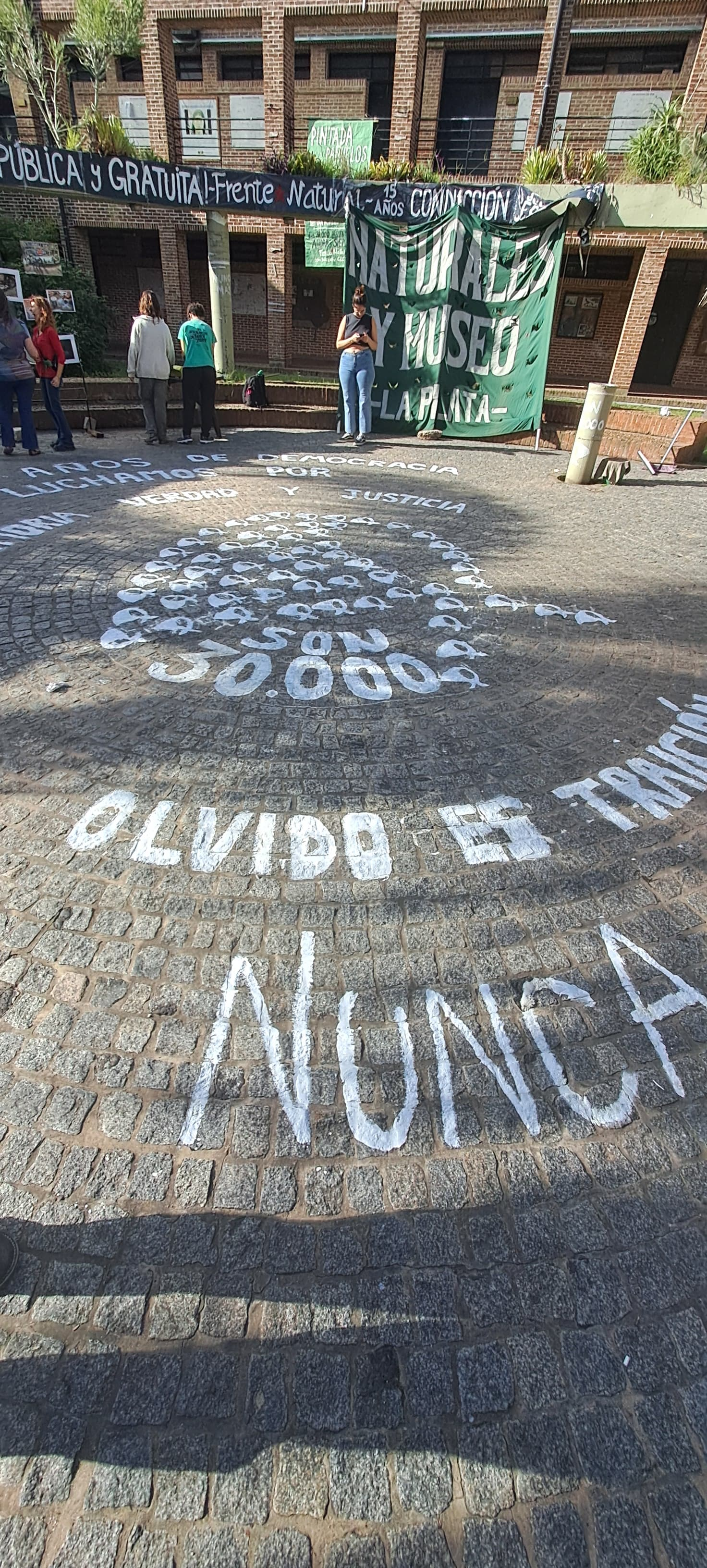
Mural por la memoria constituido de 60 pañuelos que representan los desaparecidos de la FCNyM, UNLP.